# Stadion Tysiąclecia
Stadion Tysiąclecia – wielofunkcyjny stadion w Wałbrzychu. Powstał w 1966 roku, stąd też nazwa nawiązująca do rocznicy Chrztu Polski. Obiekt mógł pomieścić wówczas 25 000 widzów (na ławkach), dziś zostało jedynie 3500 miejsc siedzących na remontowanych w XXI wieku trybunach zachodniej i wschodniej. Obok stadionu powstał także kompleks sportowy, w którym był hotel, boisko treningowe, hala sportowa, siłownia, a także kryta pływalnia.
Stadion powstał na nasypach. Wyróżniającą jego częścią jest strona zachodnia, która jest nieco wyższa od pozostałych.

## Modernizacja obiektu
W 2014 roku stadion przeszedł odnowę sektorów E i F, na których zamontowano kilkaset nowych krzeseł, wybudowano trybunę krytą, a także wymieniono oświetlenie, co zezwoliło na występ w II lidze miejscowemu zespołowi.

### Modernizacja kompleksu sportowego
W marcu 2009 roku przystąpiono do rozbiórki starego kompleksu sportowego położonego obok stadionu. W 2010 roku rozpoczęto budowę Aqua Zdrój. 21 czerwca 2013 roku oficjalnie otwarto obiekt.